# ليو سيدارفيل (إنديانا)
ليو سيدارفيل (بالإنجليزية: Leo-Cedarville, Indiana)‏ هي بلدة أمريكية تقع في الولايات المتحدة في مقاطعة ألين (إنديانا). يقدر عدد سكانها بـ 3,603 نسمة ومساحتها 9.97 كم2 وترتفع عن سطح البحر 243 متر.

## التركيبة السكانية
قام مكتب تعداد الولايات المتحدة بتحديد بيانات التركيبة السكانية لليو سيدارفيل في تعداد الولايات المتحدة. في ما يلي، التركيبة السكانية حسب تعدادي 2000 و2010.

### تعداد عام 2000
بلغ عدد سكان ليو سيدارفيل 2,782 نسمة بحسب تعداد عام 2000، وبلغ عدد الأسر 922 أسرة وعدد العائلات 778 عائلة مقيمة في البلدة. في حين سجلت الكثافة السكانية 745.1 نسمة لكل ميل مربع (287.7/كم2). وبلغ عدد الوحدات السكنية 939 وحدة بمتوسط كثافة قدره 251.5 نسمة لكل ميل مربع (97.1/كم2).
وتوزع التركيب العرقي للبلدة بنسبة 97.81% من البيض و 0.29% من الأمريكيين الأصليين و 0.40% من الأمريكيين ذوي الأصول الآسيوية و 0.07% من الأمريكيين الأفارقة و 1.15% من عرقين مختلطين أو أكثر.
بلغ عدد الأسر 922 أسرة كانت نسبة 47.3% منها لديها أطفال تحت سن الثامنة عشر تعيش معهم، وبلغت نسبة الأزواج القاطنين مع بعضهم البعض 76.2% من أصل المجموع الكلي للأسر، ونسبة 5.7% من الأسر كان لديها معيلات من الإناث دون وجود شريك، وكانت نسبة 15.6% من غير العائلات. تألفت نسبة 13.0% من أصل جميع الأسر من أفراد ونسبة 5.5% كانوا يعيش معهم شخص وحيد يبلغ من العمر 65 عاماً فما فوق. وبلغ متوسط حجم الأسرة المعيشية 3.33، أما متوسط حجم العائلات فبلغ 3.02.
بلغ العمر الوسطي للسكان 34 عاماً. وكانت نسبة 32.9% من القاطنين تحت سن الثامنة عشر، وكانت نسبة 6.2% بين الثامنة عشر والأربعة وعشرون عاماً، ونسبة 32.6% كانت واقعةً في الفئة العمرية ما بين الخامسة والعشرون حتى والأربعة وأربعون عاماً، ونسبة 19.9% كانت ما بين الخامسة والأربعون حتى الرابعة والستون، ونسبة 8.4% كانت ضمن فئة الخامسة والستون عاماً فما فوق. يوجد لكل 100 أنثى 98.0 ذكر، ويوجد لكل 100 أنثى في الثامنة عشر من عمرها فما فوق 98.5 ذكر.
بلغ متوسط دخل الأسرة في البلدة 66,652 دولار، أما متوسط دخل العائلة فبلغ 70,750 دولار. وكان متوسط دخل الذكور 48,438 دولار مقابل 25,552 دولار للإناث. وسجل دخل الفرد الخاص بالبلدة 22,170 دولار. وكانت نسبة 1.0% من العائلات ونسبة 1.2% من السكان تحت خط الفقر، ولا أحد منهم تحت سن الثامنة عشر ونسبة 8.6% في الخامسة والستين من العمر وما فوق.

### تعداد عام 2010
بلغ عدد سكان ليو سيدارفيل 3,603 نسمة بحسب تعداد عام 2010، وبلغ عدد الأسر 1,187 أسرة وعدد العائلات 1,007 عائلة مقيمة في البلدة. في حين سجلت الكثافة السكانية 971.2 نسمة لكل ميل مربع (375.0/كم2). وبلغ عدد الوحدات السكنية 1,234 وحدة بمتوسط كثافة قدره 332.6 لكل ميل مربع (128.4/كم2).
وتوزع التركيب العرقي للبلدة بنسبة 97.1% من البيض و 0.2% من الأمريكيين الأصليين و 0.8% من الأمريكيين ذوي الأصول الآسيوية و 0.1% من الأمريكيين الأفارقة و 1.2% من عرقين مختلطين أو أكثر.
بلغ عدد الأسر 1,187 أسرة كانت نسبة 48.4% منها لديها أطفال تحت سن الثامنة عشر تعيش معهم، وبلغت نسبة الأزواج القاطنين مع بعضهم البعض 73.3% من أصل المجموع الكلي للأسر، ونسبة 7.1% من الأسر كان لديها معيلات من الإناث دون وجود شريك، بينما كانت نسبة 4.5% من الأسر لديها معيلون من الذكور دون وجود شريكة وكانت نسبة 15.2% من غير العائلات. تألفت نسبة 13.1% من أصل جميع الأسر من أفراد ونسبة 5.7% كانوا يعيش معهم شخص وحيد يبلغ من العمر 65 عاماً فما فوق. وبلغ متوسط حجم الأسرة المعيشية 3.32، أما متوسط حجم العائلات فبلغ 3.04.
بلغ العمر الوسطي للسكان 38.1 عاماً. وكانت نسبة 32.3% من القاطنين تحت سن الثامنة عشر، وكانت نسبة 7.1% بين الثامنة عشر والأربعة وعشرون عاماً، ونسبة 24% كانت واقعةً في الفئة العمرية ما بين الخامسة والعشرون حتى والأربعة وأربعون عاماً، ونسبة 27.2% كانت ما بين الخامسة والأربعون حتى الرابعة والستون، ونسبة 9.4% كانت ضمن فئة الخامسة والستون عاماً فما فوق. وتوزع التركيب الجنسي للسكان بنسبة 49.8% ذكور و50.2% إناث.